# 群のコホモロジー
数学、とくにホモロジー代数学において、群のコホモロジー（英: group cohomology）とは代数的トポロジーに由来する技法であるコホモロジー論を使って群を研究するために使われる数学的な道具立てである。群の表現のように、群のコホモロジーは群 G の G 加群への作用をみることで、その群の性質を明らかにする。G 加群を Gn の元が n 単体を表す位相空間のように扱うことで、コホモロジー群 Hn(G, M) などの位相的な性質が計算できる。コホモロジー群は群 G や G 加群 M の構造に関する洞察を与える。群のコホモロジーは加群や空間への群作用の固定点や群作用に関する商加群や商空間を研究において一定の役割を果たす。群のコホモロジーは群論そのものへの応用はもちろん、抽象代数・ホモロジー代数・代数的トポロジー・代数的整数論などの分野でも用いられている。代数的トポロジーには、群のホモロジーと呼ばれる双対理論がある。
これらの代数的な概念は位相的な概念と密接に関連している。離散群 G の群のコホモロジーは G を基本群とする適当な空間——つまり対応するEilenberg-MacLane空間——の特異コホモロジーである。したがって Z のコホモロジーは円 S1 の特異コホモロジーと思うことができ、同様に Z/2Z のコホモロジーは P∞(R) の特異コホモロジーと思うことができる。
群のコホモロジーについては非常に多くのこと——低次コホモロジーの解釈・関手性・群の変更——が知られている。群のコホモロジーに関する主題は1920年代に始まり、1940年代後半に発達し、現在でも活発に研究が続いている。

## 動機
群 G はその表現を通じて研究されるべきであるという群論における一般的なパラダイムがある。このような表現をわずかに一般化したものに G 加群がある：G 加群とは群 G の各元が自己同型として作用するアーベル群 M である。われわれは G は乗法的に、 M は加法的に書くことにする。
G 加群 M が与えられたとき、 G 不変な元のなす部分加群
{\displaystyle M^{G}=\{\,x\in M\mid \forall g\in G,\ gx=x\,\}}
を考えるのは自然である。いま N が M の G 部分加群（つまり、G による作用で閉じている M の部分群）であるとすると、一般に「 M/N の不変な元は M の不変な元の N の不変な元による商として得られる」というのは正しくない：N を法として不変であることの方が広い。群の1次コホモロジー H1(G, M) はこの差をきちんと測ることを目的とする。
一般に群のコホモロジー関手 H∗ は不変な元をとる関手がどれほど完全でないかを測っている。これは長完全列によって表される。

## 定義
すべての G 加群からなるクラスは圏である。（その射は群準同型 f : M → N であって、すべての g ∈ G と x ∈ M に対して f(gx) = g(f(x)) を満たすものである。）各 G 加群 M に MG を対応させることで G 加群の圏からアーベル群の圏 Ab への関手が得られる。この関手は左完全であるが右完全とは限らない。したがって右導来関手をとることができる。その値はアーベル群であり、Hn(G, M) と表され、M に係数をもつ群の n 次コホモロジー群と呼ばれる。

### 双対鎖複体
導来関手を使った定義は概念的には極めて明快であるが、実際に利用するには一部の著者が定義としている、次の計算法が役に立つことが多い。n ≥ 0 に対して Cn(G, M) を Gn から M への関数全体からなる群とする。これはアーベル群であり、その元を（非斉次）n 次の双対鎖という。双対境界作用素を
{\displaystyle d^{n+1}\colon C^{n}(G,M)\to C^{n+1}(G,M),\ \varphi \mapsto d^{n+1}\varphi ;}
{\displaystyle d^{n+1}\varphi (g_{1},\dotsc ,g_{n+1})=g_{1}\varphi (g_{2},\dotsc ,g_{n+1})+\sum _{i=1}^{n}(-1)^{i}\varphi (g_{1},\dotsc ,g_{i-1},g_{i}g_{i+1},g_{i+2},\dotsc ,g_{n+1})+(-1)^{n+1}\varphi (g_{1},\dotsc ,g_{n})}
で定めると dn+1 ∘ dn = 0 が成り立つので、これはコホモロジーが計算可能な双対鎖複体を定める。上述の導来関手を使った群のコホモロジーの定義はこの複体のコホモロジー
{\displaystyle H^{n}(G,M)=Z^{n}(G,M)/B^{n}(G,M)}
と同型であることを示すことができる。ここで n 次の双対輪体群、n 次の双対境界群はそれぞれ次のように定義される。
{\displaystyle Z^{n}(G,M)=\ker(d^{n+1})}
{\displaystyle B^{n}(G,M)={\begin{cases}0&(n=0)\\\operatorname {im} (d^{n})&(n\geq 1)\end{cases}}}

### 関手Extnと群のコホモロジーの形式的な定義
G 加群を群環 Z[G] 上の加群とみると
{\displaystyle H^{0}(G,M)=M^{G}=\operatorname {Hom} _{\mathbb {Z} [G]}(\mathbb {Z} ,M)}
であることに注意する。つまり M の G 不変な元からなる部分群は Z ——これは自明な G 加群（G のすべての元が単位元として作用する）と見做す——から M への準同型からなる群と同一視される。したがって Ext 関手は Hom 関手の導来関手であるから、自然同型
{\displaystyle H^{n}(G,M)=\operatorname {Ext} _{\mathbb {Z} [G]}^{n}(\mathbb {Z} ,M)}
がある。これらの Ext 群は Z の射影分解から計算することもでき、そのような分解は G のみに依存し、M には依存しないという利点がある。

## 群のホモロジー
群のコホモロジーの構成と双対になる群のホモロジー（英: group homology）が次のように定義できる：G 加群 M が与えられたとき、DM を { gm − m  |  g ∈ G, m ∈ M} から生成される部分加群とする。M に対して、いわゆるcoinvariantsと呼ばれる商
{\displaystyle M_{G}:=M/DM}
を与える対応は右完全関手である。その左導来関手
{\displaystyle H_{n}(G,M)}
が群のホモロジーである。M に MG を対応させる反変関手は M を Z ⊗Z[G] M に送る関手と同型である。したがってTor関手を使って群のホモロジーの表示
{\displaystyle H_{n}(G,M)=\operatorname {Tor} _{n}^{\mathbb {Z} [G]}(\mathbb {Z} ,M)}
を得ることもできる。ここでコホモロジー・ホモロジーにおける上付き・下付きの規約は群のinvariants・coinvariantsの規約と一致していることに注意せよ。つまり"co-"は
- コホモロジー H∗ とinvariants XG に対応する上付き
- ホモロジー H∗ とcoinvariants XG := X/G に対応する下付き

を入れ替える。
具体的にはホモロジー群 Hn(G, M) は次のように計算できる。まず自明な Z[G] 加群 Z の射影分解
{\displaystyle F:\dotsb \to F_{n}\to F_{n-1}\to \dotsb \to F_{0}\to \mathbb {Z} \to 0}
からはじめる。共変関手 – ⊗Z[G] M を F の各項ごとに適用して鎖複体
{\displaystyle F\otimes _{\mathbb {Z} [G]}M:\dotsb \to F_{n}\otimes _{\mathbb {Z} [G]}M\to F_{n-1}\otimes _{\mathbb {Z} [G]}M\to \dotsb \to F_{0}\otimes _{\mathbb {Z} [G]}M\to \mathbb {Z} \otimes _{\mathbb {Z} [G]}M}
を得る。Hn(G, M) はこの鎖複体のホモロジー群 Hn(F ⊗Z[G] M) である。

## 低次のコホモロジー群

### H1
1次コホモロジー群はいわゆる交差準同型（英: crossed homomorphism）——つまり写像（の集合）f : G → M ですべての a, b ∈ G に対して f(ab) = f(a) + af(b) を満たすもの——のいわゆる内部交差準同型（英: principal crossed homomorphism）——つまり写像 f : G → M である固定された m ∈ M に対して f(a) = am − m で与えられるもの——による商である。これは双対鎖などの定義から従う。
もし G の M への作用が自明ならば、これは群準同型 G → M からなる群 H1(G, M) = Hom(G, M) となる。
H1(Z/2, Z−) の場合を考えよう。ここで Z− は整数群に非自明な Z/2 作用を入れたものを表す。交差準同型は写像 f : Z/2 → Z で f(1) = 0 とある整数 a に対して f(−1) = a を満たすものからなる。内部交差準同型はさらに f(−1) = 2a をみたすものであり、したがって
{\displaystyle H^{1}(\mathbb {Z} /2,\mathbb {Z} _{-})\cong \mathbb {Z} /2=\langle \,f\mid f(1)=0,\ f(-1)=1\,\rangle }
となる。

### H2
M が自明な G 加群ならば、2次コホモロジー群 H2(G, M) は G の M による中心拡大の集合と（自然な同値関係を除いて）一対一対応する。より一般に、G の M への作用が非自明ならば H2(G, M) は G の M による拡大 0 → M → E → G → 0 すべての同型類を分類する。ここで G の E への（内部自己同型による）作用は M（の像）の G 構造から与えられる。
上の例において、Z/2 の Z− による拡大は無限二面体群に限るので H2(Z/2, Z−) = 0 である。
ブラウアー群は2次コホモロジー群の例である：それは体 k の絶対ガロア群の分離閉包における可逆元への作用に関するコホモロジー
{\displaystyle H^{2}\left(\operatorname {Gal} (k^{\mathrm {sep} }/k),(k^{\mathrm {sep} })^{\times }\right)}
である。

## 性質
以下では M は G 加群とする。

### コホモロジーの長完全列
実際には次の事実を使ってコホモロジー群を計算することがしばしばある。つまり G 加群の短完全列
{\displaystyle 0\to L\to M\to N\to 0}
は長完全列
{\displaystyle 0\to L^{G}\to M^{G}\to N^{G}{\overset {\delta ^{0}}{\to }}H^{1}(G,L)\to H^{1}(G,M)\to H^{1}(G,N){\overset {\delta ^{1}}{\to }}H^{2}(G,L)\to \dotsb }
を誘導する。いわゆる連結準同型
{\displaystyle \delta ^{n}\colon H^{n}(G,N)\to H^{n+1}(G,L)}
は非斉次双対鎖のことばで次のように記述できる。もし c が Hn(G, N) の n 次の双対鎖 φ : Gn → N に代表される元ならば、δn(c) は dn+1(ψ) に代表される。ここで ψ は φ を「持ち上げて」（つまり φ が ψ と全射 M → N の合成となるようにして）得られる n 次の双対鎖 Gn → M である。

### 関手性
群のコホモロジーは次の意味で群 G に反変的に依存している：つまり群準同型 f : H → G は自然な射 Hn(G, M) → Hn(H, M) を誘導する。（ここで後者の M は f を介して H 加群としてみる。）これを制限写像（英: restriction map）という。もし H の G における指数が有限ならば、逆向きの移送写像（英: transfer map）と呼ばれる写像
{\displaystyle \operatorname {cor} _{H}^{G}\colon H^{n}(H,M)\to H^{n}(G,M)}
がある。次数 0 のところでは、この写像は
{\displaystyle M^{H}\to M^{G},\ m\mapsto \sum _{g\in G/H}gm}
で与えられる。G 加群の射 M → N が与えられたとき、コホモロジー群の射 Hn(G, M) → Hn(G, N) を得ることができる。

### 積
位相幾何学や微分幾何学における他のコホモロジー論（たとえば特異コホモロジーやド・ラーム・コホモロジー）などと同様に群のコホモロジーも積構造を持っている。どんな G 加群 M と N に対してもカップ積（英: cup product）と呼ばれる自然な写像
{\displaystyle H^{n}(G,N)\otimes H^{m}(G,M)\to H^{n+m}(G,M\otimes N)}
がある。これは {\displaystyle \textstyle \bigoplus _{n\geq 0}H^{n}(G,R)} に次数つき反可換環の構造を与える。ここで R は Z や Z/p などの環である。有限群 G に対して、このコホモロジー環の標数 p における偶数次部分 {\displaystyle \textstyle \bigoplus _{n\geq 0}H^{2n}(G,\mathbb {Z} /p)} は G の群構造に関する多くの情報を持っている。たとえばこの環のクルル次元はアーベル部分群 (Z/p)r の最大ランクに等しい。
G を位数2の離散群とする。実射影空間 P∞(R) は群 G の分類空間である。k = F2 を二元体とする。このとき
{\displaystyle H^{*}(G,k)\cong k[x]}
となる。これは P∞(R) の胞体コホモロジー環だからである。

### Künneth公式
M = k を体とすると H∗(G, k) は次数つき k 多元環であり、群の直積のコホモロジーはそれぞれの群のコホモロジーとKünneth公式
{\displaystyle H^{*}(G_{1}\times G_{2},k)\cong H^{*}(G_{1},k)\otimes H^{*}(G_{2},k)}
によって関連づけられる。たとえば G を階数 r の基本アーベル2群、k = F2 とするとKünneth公式は G のコホモロジーが H1(G, k) に属する r 個の類によって生成される k 上の多項式環であることを示している。
{\displaystyle H^{*}(G,k)\cong k[x_{1},\dotsc ,x_{r}].}

## 歴史
1940年ごろ、ハインツ・ホップは2つの積演算について考えていた。リー群の上に2つの閉曲線があったとすると、リー群の積演算を使ってこの閉曲線同士を乗算することで閉曲面ができる。これが1つ目の積演算である。もう1つは負曲率の閉リーマン多様体上の2つの閉測地線に対して定義されるものである。この2つの閉曲線が定める基本群の元が可換であったとすると、これらによって「張られる」トーラスのような閉曲面を定めることができる。ホップは2つの閉曲線に対して定義されるこれら2種類の積を統一的に理解しようとした。そして、これらの積を定義するためにリー群やリーマン多様体の構造は不要であることに気づいた。背景にある原理は、1次のホモトピー群である基本群と2次のホモロジー群を関係付けるものであり、極めて一般的な状況で通じるものであった。そして1941年、次の公式
{\displaystyle {\frac {H_{2}(X;\mathbb {Z} )}{h(\pi _{2}(X))}}\cong {\frac {R\cap [F,F]}{[F,R]}}}
を発表した。ここで
X は考えている空間、H2(X; Z)
は2次の整数係数ホモロジー群、π2(X)
は2次のホモトピー群、h はフレヴィッツ準同型、F と R は
X の基本群 π1(X) を生成元と関係式で
π1(X) ≅ F/R と表示したときの自由群と関係式、[・,・]
は交換子で生成される群である。特に
π2(X)
が自明な群であれば、この公式から位相的な不変量である2次のホモロジー群が基本群から純代数的に計算できることになる。
続く研究でホップは高次のホモトピー群
πi(X) が 1 < i < n に対して自明になるならば
Hn(X; Z) / h(πn(X))
も基本群から代数的に決まることを示した。これから、この場合には n 次までのホモロジー群がすべて基本群から代数的に決定できることになる。しかし、ホップはこの段階ではどのように決定できるかまでは示さなかった。
群のコホモロジーとホモロジーは、2次のホモロジー群に対してホップが証明した公式の右辺を生成元と関係式に依らない内在的な式にし、さらに先の条件を満たす空間の高次のホモロジー群を基本群で代数的に記述するためにサミュエル・アイレンベルグとソーンダース・マックレーンによって生み出された。Eilenberg & MacLane (1943) では（群の作用が自明な場合について）群のコホモロジーの定義が与えられ、そして双対鎖複体を用いた現代でも用いられる定義（「#双対鎖複体」参照）が群のコホモロジー群の計算結果として述べられている。そして先の条件を満たす空間について「空間のコホモロジー＝群のコホモロジー」が成り立つという形で高次のホップの公式が発表されている。
彼らがどのように考えて群の（コ）ホモロジーの定義に至ったかを述べると次のようになる。まず
X
を弧状連結な位相空間とする。そして
{\displaystyle S(X):S_{0}{\stackrel {\partial }{\longleftarrow }}S_{1}{\stackrel {\partial }{\longleftarrow }}S_{2}{\stackrel {\partial }{\longleftarrow }}\cdots }
を
X
の特異複体とする。この位相空間の点を1つ取り、それを基点する。頂点がすべて基点に写されるような特異単体で生成される部分複体は、X が弧状連結なので、この特異複体と同じホモロジー群を定める。なのではじめから
S(X)
は頂点が基点に写される特異単体を基底とする自由アーベル群とし、特異単体としては頂点が基点に写されるものだけを考える。
X
の基本群（基点は先ほど取ったものとする）を
G = π1(X)
とする。Bn
を
G
の元の
n
個の組
[x1, ..., xn]
を生成元とする自由アーベル群とする。これは基本群から純代数的に定義されている。
Sn
から
Bn
への準同型
κ
を次のように定義する。
n = 0

頂点が基点に写される特異単体の各辺に対応する基本群の元 x, y, ... を割り当てた様子。左から順に特異1単体、特異2単体、特異3単体。

の場合は自明なものが1つあるのでそれで定める。
n = 1
の場合。T : Δ1 → X
を特異1単体とする。Δ1
の辺01は頂点が基点なので自然に基本群の元
x
を定める。κ
による
T
の像がこの
x
になるように
κ : S1 → B1
を定める。考えている特異単体が明らかで
T
を
[01]
と表しているときは
κ([01]) = [x]
と書ける。
n = 2
の場合。T : Δ2 → X
を特異2単体とする。先ほどと同様に、辺01が定める基本群の元
x
と辺12が定める基本群の元
y
がある。κ
による
T
の像が
[x, y]
になるように
κ : S2 → B2
を定める。考えている特異単体が明らかで
T
を
[012]
と表しているときは
κ([012]) = [x, y]
と書ける。
一般の場合も同様にして定める。これで
{\displaystyle {\begin{matrix}S(X):&S_{0}&{\stackrel {\partial }{\longleftarrow }}&S_{1}&{\stackrel {\partial }{\longleftarrow }}&\cdots \\&\;\;\downarrow \kappa &&\;\;\downarrow \kappa &&\;\;\downarrow \kappa \\B(G):&B_{0}&&B_{1}&&\cdots \\\end{matrix}}}
という図式ができた。κ
が複体の射となるように、つまりこの図が可換図式となるように
𝜕 : Bn → Bn−1
を定めたい。
例として
n = 2
の場合を考える。T を
特異2単体とし、これを
[012]
と書くことにする。また境界を
[01], [12], [02]
と書くことにする。先ほどと同様に辺01が定める基本群の元を
x、辺12が定める基本群の元を y
で表す。特異複体の境界作用素の定義から
𝜕[012] = [01] + [12] − [02]
である。辺02は辺01と辺12を繋いだものとホモトープなので
κ([02]) = [xy]
である（考えている特異単体がホモトピー写像を与える）。これに注意することにより
κ𝜕[012] = [y] − [xy] + [x]
が分かる。よって
𝜕[x, y] = [y] − [xy] + [x]
と定義すれば可換図式になる。
n = 3
の場合も同様に考えれば
𝜕[x, y, z] = [y, z] − [xy, z] + [x, yz] − [x, y]
と定義すればよいことが分かる。
一般の場合には
{\displaystyle \partial [x_{1},\ldots ,x_{n}]=[x_{2},\ldots ,x_{n}]+\sum _{i=1}^{n-1}(-1)^{i}[x_{1},\ldots ,x_{i}x_{i+1},\ldots ,x_{n}]+(-1)^{n}[x_{1},\ldots ,x_{n-1}]}
と定義するとうまくいく。この
𝜕
により
{Bn}
は複体になるので、この複体のホモロジー群を取ることができる。また、この複体の
Hom(・, Z)
を取ると双対複体が得られ、これからコホモロジー群を得ることができる。このコホモロジー群は
G
が
Z
に自明に作用する場合に#双対鎖複体で定義したものと全く同じである。このようにして彼らは基本群
G
から純代数的に複体を構成し、群の（コ）ホモロジー群の定義に到達した。そして
κ
が定める特異ホモロジー群から群のホモロジー群への準同型を調べることでホップの研究を一般化した。